# المسيحية في سنغافورة
تُشكل المسيحية في سنغافورة ثاني أكثر الديانات إنتشاراً بين السكان بعد البوذيَّة، وتبلغ نسبة المسيحيين حسب التعداد السكاني لعام 2015 حوالي 18.8% من السكان. المسيحية هي من الأديان الناميَّة في سنغافورة إذ ارتفعت نسبة المسيحيين من 12.7% سنة 1990 إلى 17.5% سنة 2010، وهي إلى جانب اللادينية تحظى بأعلى معدل نمو في سنغافورة. وتشير دراسات إلى نمو المسيحية في سنغافورة ما بعد الحقبة الإستعمارية، خاصةً من خلال اجتذاب المتحولين من الشباب، والحضريين والمثقفين الصينيين الناطقين باللغة الإنجليزية.
سنغافورة هي أكثر دول العالم تنوعًا من الناحية الدينيَّة، وتعتبر المسيحية من الأديان الحديثة العهد في الدولة، ومع ذلك فهي تعتبر من الأديان الأربع الرئيسية فيها، وقد زار سنغافورة كلاً من الأم تريزا عام 1985 والبابا يوحنا بولس الثاني عام 1986، ويوجد تنوع طائفي داخل التركيبة المسيحية في سنغافورة، إذ يوجد أتباع للكنيسة الرومانية الكاثوليكية وكذلك لمختلف الطوائف البروتستانتية مع أقلية من الكنيسة الأرثوذكسية، كما يوجد بعض الأرمن، وتعتبر الكنيسة الأرمنية في سنغافورة أقدم كنيسة وتعود لعام 1836 وهي أول بناء تم تزويده بالكهرباء في المدينة. في عام 1972 حظرت الحكومة طائفة شهود يهوه بسبب رفض معتنقيها أداء الخدمة العسكرية الإلزامية، ويغرم من يعتنقها بحوالي 4000 دولار أمريكي، وسجن 12 شهرًا في حال رفضه أداء الخدمة العسكرية. كان الرئيس السابق لسنغافورة بنيامين شيريس وتوني تان مسيحيين تابعين للكنيسة الأنجليكانية، في حين أن رئيس وزراء سنغافورة الحالي لي هسين لونغ فهو مسيحي يتبع الكنيسة الرومانية الكاثوليكية. وكان حوالي ثلث أعضاء البرلمان من المسيحيين. ويُعتبر يوم رأس السنة الميلادية وعيد الميلاد والجمعة العظيمة عطل رسميَّة ووطنيَّة في الدولة المدينة سنغافورة.
يتم تصوير المسيحيين في سنغافورة كمجتمع ورع وكأثرياء ومتعلمين نسبياً، وفقًا لدراسة قامت بها مركز بيو للأبحاث عام 2016 تحت اسم الدين والتعليم حول العالم يتصدر مسيحيي سنغافورة المرتبة الأولى كأكثر المجتمعات المسيحيَّة تعليمًا حيث أن حوالي 67% من المسيحيين في سنغافورة من الحاصلين على تعليم عال ومن حملة الشهادات الجامعيَّة. وبحسب معطيات التعداد السكاني بين السنوات 2010 و2010 كانت المسيحيَّة أكبر مجموعة دينيَّة بين خريجي الجامعات في البلاد، حيث شكَّل المسيحيين حوالي 32.2% بين حملة الشهادات الجامعيَّة في سنغافورة.
على الرغم من صغر حجمها، فإن سنغافورة لديها تنوع في اللغات والأديان والثقافات. ويُميل السنغافوريون الناطقون باللغة الإنجليزية كلغة أم إلى الميل نحو الثقافة الغربية والثقافة المسيحيَّة، بينما يميل أولئك الذين يتحدثون باللغة الصينية كلغة أم إلى الميل نحو الثقافة الصينية والكونفوشيوسية. ويُميل السنغافوريون الناطقون بلغة الملايو إلى الميل نحو ثقافة الملايو، والتي ترتبط ارتباطاً وثيقاً بالثقافة الإسلاميَّة. ويُعتبر التناغم العرقي والديني من قبل السنغافوريين جزءاً أساسياً من نجاح سنغافورة، ولعب دوراً في بناء هوية سنغافورية.

## تاريخ

### العصور المبكرة
يعود جذور المذهب الرومانية الكاثوليكي في سنغافورة مع تأسيس أبرشية ملقا بعد فترة وجيزة من وصول المستكشف البرتغالي ألفونسو دي ألبوكيرك إلى ملقا في عام 1511. وشجعّت الحكومة البرتغالية المستكشفين على إحضار زوجاتهم الهنديات للواتي تحولّن إلى المسيحية الكاثوليكية، وذلك بموجب سياسة وضعها كل من ألفونسو دي ألبوكيرك ونائب الملك في الهند. وكان هؤلاء بالغالب من كاثوليك غوا وهنود الشرق (الكاثوليك من أصول مراثيَّة). الاختلاط بين السكان المحليين والبرتغاليين والهنولنديين في ملقا وسنغافورة أدى إلى نشأة شعب الكريستانج وهم من شعوب الكريول. وتعني شعب الكريستانج الشعب المسيحي. وقام الرجال البرتغاليين بالزواج من النساء المحليات من أجل تكوين عائلات ومجتمعات أكثر استقرارًا، مع أسر يكون أولادها كاثوليك وموالين للتاج البرتغالي. وبعدما فقدت الإمبراطورية البرتغالية سلطتها على ملقا في عام 1641، حافظ مجتمع كريستانج على تقاليده إلى حد كبير، حيث مارس المجتمع التقاليد الكاثوليكية واستخدم اللغة البرتغالية على نطاق واسع. كما تم استيعاب بعض الكاثوليك الهولنديين في المجتمع خلال هذا الوقت.
في عام 1606 أنشئ الحي الأرمني نيو جلفة بواسطة مرسوم من الشاه عباس الأول، وهو شاه بارز من السلالة الصفوية. قدم إلى الحي أكثر من 150,000 من الأرمن إلى جولفا من ناخيتشيفان. وقد جاء الأرمن إلى بلاد فارس فارين من الاضطهادات في الدولة العثمانية؛ في أواخر القرن السابع عشر، سيطر الأرمن تقريبًا على كل التجارة الفارسيَّة. وأنشأ الأرمن شبكات تجارية واسعة في مدن مثل بورصة، وحلب، والبندقية، وليفورنو، ومرسيليا، وأمستردام. وهكذا أصبح الأرمن المسيحيين النخبة التجاريَّة في المجتمع الصفوي من خلال وجود رأس مال كبير أتاح للمسيحيين حرية دينية كبيرة فضلًا عن ثراء وسطوة. وهاجر بعض هؤلاء الأرمن إلى الهند، وبحلول القرن الثامن عشر، أقامت المجتمعات الأرمنية في الهند ولا سيما في كلكتا وميانمار وشبه جزيرة الملايو وجزيرة جاوة. بعد فترة وجيزة من تأسيس السير ستامفورد رافلس سنغافورة كميناء تجاري في عام 1819، وصل التجار الأرمن إلى سنغافورة.

### الحقبة الإستعمارية

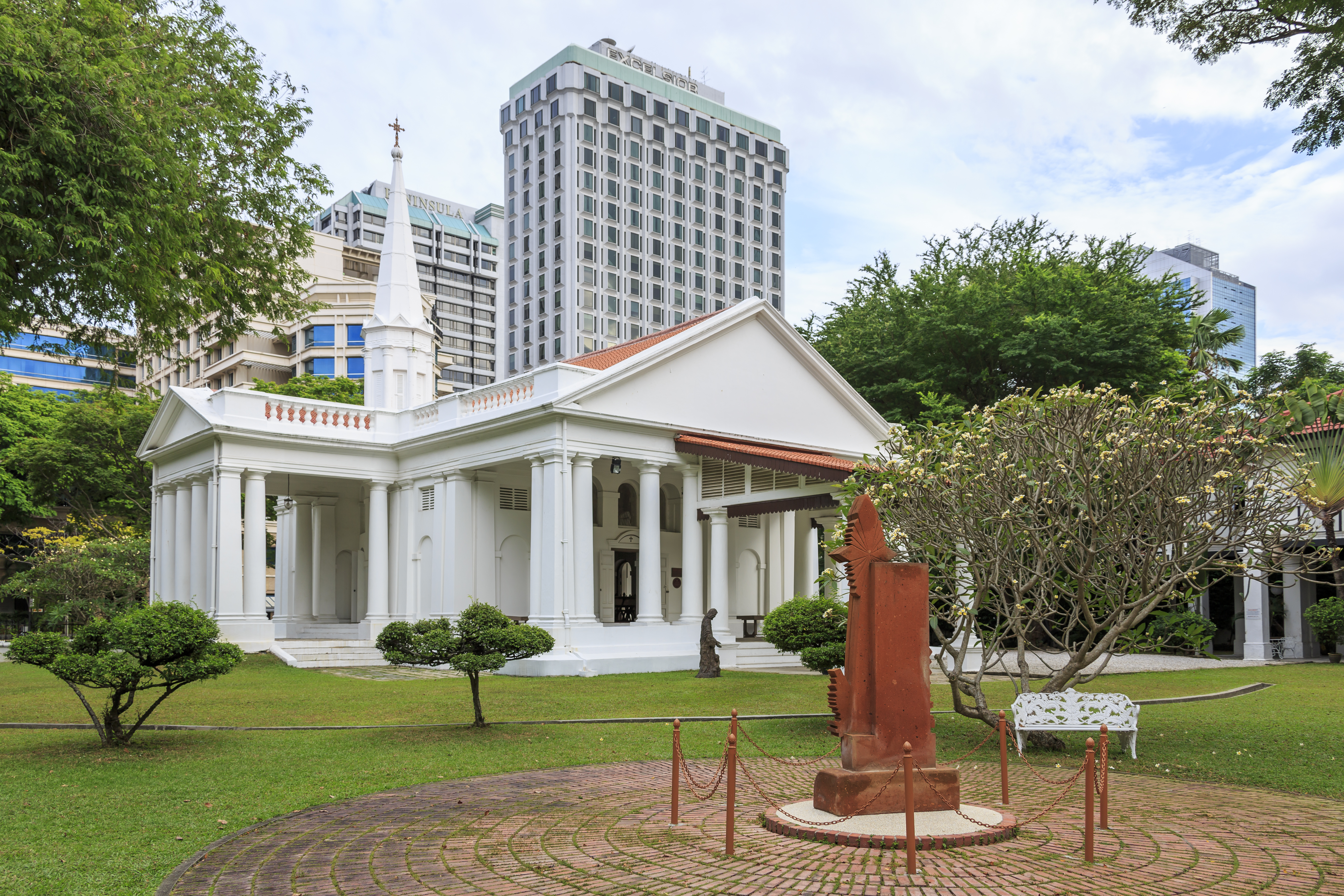
الكنيسة الأرمنيَّة في سنغافورة؛ وهي أقدم كنيسة في البلاد وتعود لعام 1836.

كان الوجود الحقيقي للمسيحية لأول مرة على شواطئ سنغافورة بعد فترة وجيزة من تأسيس سنغافورة الحديثة وذلك في عام 1819. في غضون عام ونصف العام، وصلت أولى الارساليات البروتستانتية التبشيريَّة. وتلاها وصول أول قس كاثوليكي في ديسمبر 1821 وهو التاريخ الذي تم فيه الاحتفال بالقداس الكاثوليكي لأول مرة في البلاد لتلبية احتياجات المجتمع المتنامي المتألف إلى حد كبير من الأوروبيين وبعض الصينيين؛ ومع ذلك، فمن المحتمل أن يكون هناك بعض المبشرين البرتغاليين العاملين من ملقا في سنغافورة خلال الفترة البرتغالية بين عام 1511 حتى عام 1641 قبل الغزو البريطاني.
على الرغم من صغر عددها كان الأرمن المسيحيين نشطين في النشاط التجاري لسنغافورة في وقت مبكر. وكانت الشركات التجارية الأرمنية مثل سركيس وموسيس (1840-1914) وأبكار وستيفنز (1826-1845) وماكريتش إم موسيس (1820-1839) بارزة في اقتصاد سنغافورة. وبحلول عقد 1830، بدأ التجار الأرمن في الاستثمار في الأراضي. وتعتبر الكنيسة الأرمنية في سنغافورة أقدم كنيسة وتعود لعام 1836 وهي أول بناء تم تزويده بالكهرباء في المدينة. وكانت مساهمات المجتمع الأرمني في الكنيسة الأرمنية كبيرة نسبياً، مما يدل على ازدهار الأرمن وتفانيهم الديني.
في عام 1888 أقامت الجماعة التاميلية الكاثوليكية كنيسة سيدة لورد، وهي أقدم كنيسة كاثوليكية للشعب التامِلي في سنغافورة. واعتمدت الحكومات الإستعمارية سياسة الحياد وعدم التدخل بشأن الدين. وأنشئت الكنائس ووصل عدد من المبشرين المسيحيين إلى الجزيرة. كما أنشأوا منظمات الرعاية الاجتماعية والعديد من المدارس التبشيرية التي تعتبر بشكل جيد مدارس النخبة وذات مستوى تعليمي عال. خلال الحرب العالمية الثانية، في محاولة لإدارة الاحتياجات المتزايدة للسكان المحليين في سنغافورة، تم ترحيل العديد من الرومان الكاثوليك من الأوراسيين والصينيين إلى باهاو.
في ديسمبر من عام 1950 شهدت مستعمرة سنغافورة أعمال شغب بين المسلمين والمسيحيين دُعيت باسم أعمال شغب ماريا هيرتوخ، وذلك بعدما قضت محكمة بأن طفلة تربّت في كنف مسلمين يجب أن تعود إلى والديها البيولوجيين الكاثوليك. تصاعد احتجاج من قبل مسلمين غاضبين إلى أعمال شغب حين نشرت صور تظهر ماريا هيرتوخ البالغة من العمر 13 عامًا (أو بيرثا هيرتوخ) راكعًة أمام تمثال لمريم العذراء، وقد المسلمين بالإهانة الشديدة من هذه الصور، ناهيك عن انتشار التقارير المثيرة، التي وصف بعضها صراحة بأنها قضية دينية بين الإسلام والمسيحية. استمرّت أعمال الشغب في سنغافورة من قبل المسلمين حتى مساء يوم 13 ديسمبر عام 1950. قُتِل ثمانية عشر شخصًا، وأصيب مئة وثلاثة وسبعون. وتضررت العديد من الممتلكات. وكانت هيرتوخ (تُعرف أيضًا بنادرا) في عناية تشي أمينة بنت محمد قبل إعادتها إلى والديها البيولوجيين الهولنديين الكاثوليك.

### العصور الحديثة

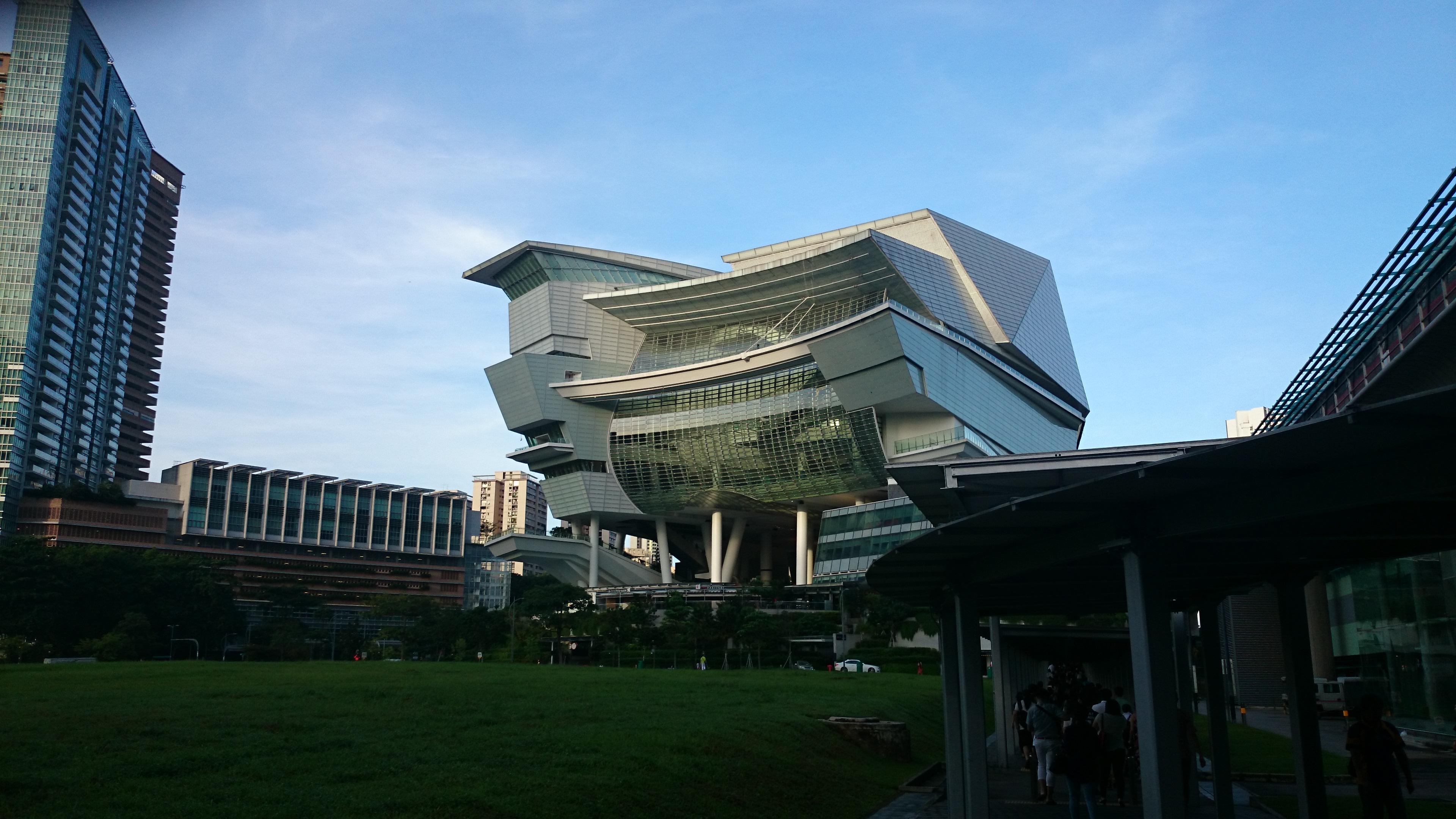
كنيسة الخلق الجديدة الإنجيلية: تشهد المسيحية نموًا في سنغافورة في العقود الأخيرة.

بعد استقلال سنغافورة كان الرئيس السابق لسنغافورة بنيامين شيريس وتوني تان مسيحيين تابعين للكنيسة الأنجليكانية، في حين أن رئيس وزراء سنغافورة الحالي لي هسين لونغ فهو مسيحي يتبع الكنيسة الرومانية الكاثوليكية. في عام 1972 حظرت الحكومة طائفة شهود يهوه بسبب رفض معتنقيها أداء الخدمة العسكرية الإلزامية، ويُغرم من يعتنقها بحوالي 4000 دولار أمريكي، وسجن 12 شهرًا في حال رفضه أداء الخدمة العسكرية. في الآونة الأخيرة أنشئت كليات لاهوتية وأقيمت العديد من الكنائس والمنظمات المسيحية مما أدى إلى زيادة في نسبة المسيحيين في سنغافورة اليوم. أرتفعت النسبة المئوية للمسيحيين من بين السنغافوريين من 9.9% في سنة 1980 إلى 12.7% سنة 1990 إلى 17.5% سنة 2010، وهي إلى جانب اللادينية تحظى باعلى معدل نمو في سنغافورة. وفي عام 2012 وصلت نسبة المسيحيين إلى 18.3% من السكان. وحوالي 61.5% من مسيحيي البلاد من البروتستانت، وحوالي 38.5% من الكاثوليك.
زار سنغافورة كلاً من الأم تريزا عام 1985 والبابا يوحنا بولس الثاني عام 1986، وفي عام 2008 تم تأسس المتروبوليتات الأرثوذكسية في سنغافورة وجنوب آسيا والتي تم إنشاؤها بقرار من المجمع المقدس لبطريركية القسطنطينية المسكونية. وفقًا لدراسة قامت بها مركز بيو للأبحاث عام 2016 تحت اسم الدين والتعليم حول العالم يتصدر مسيحيي سنغافورة المرتبة الأولى كأكثر المجتمعات المسيحيَّة تعليمًا حيث أن حوالي 67% من المسيحيين في سنغافورة من الحاصلين على تعليم عال ومن حملة الشهادات الجامعيَّة. وبحسب معطيات التعداد السكاني بين السنوات 2010 و2010 كانت المسيحيَّة أكبر مجموعة دينيَّة بين خريجي الجامعات في البلاد، حيث شكَّل المسيحيين حوالي 32.2% بين حملة الشهادات الجامعيَّة في سنغافورة. وتتألف الطائفة المسيحية البروتستانتية في سنغافورة اليوم، بشكل كبير من الناس من «خلفيات تعليمية واقتصادية أكثر تنظيماً وأكثر تميزًا»، والمسيحية أكثر انتشاراً بين الشرائح السكانية الثرية والمتعلمة. ويعد روبرت نج تشي سيونغ أثرى أثرياء سنغافورة وفقاً لمجلة فوربس عام 2017، ويعتنق روبرت نج تشي سيونغ الديانة المسيحية.

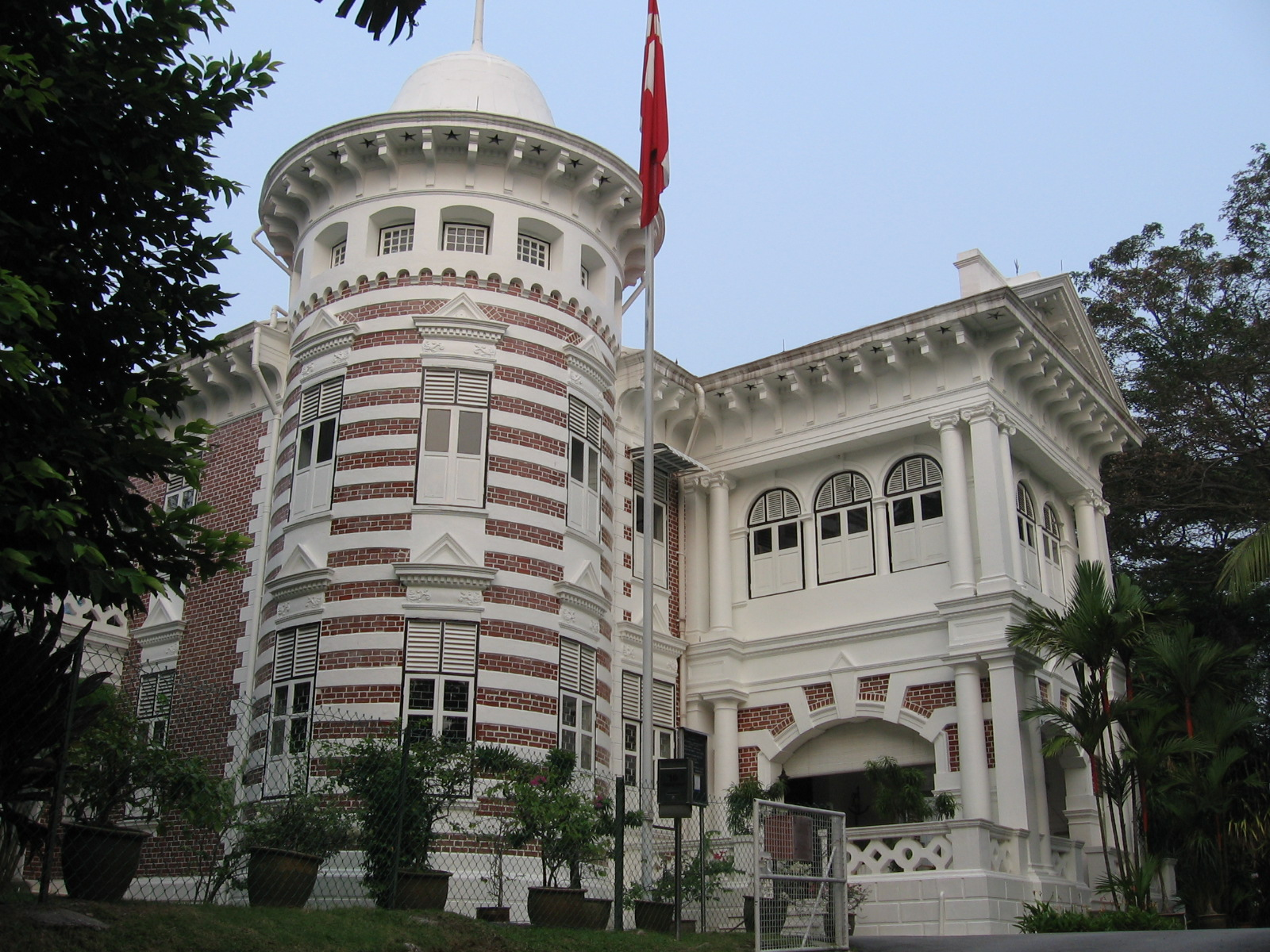
كنيسة البحارة.

بحسب تقرير لجامعة سنغافورة للإدارة «يتحول المزيد والمزيد من الناس في جنوب شرق آسيا إلى المسيحية. ولكن هؤلاء المتحولين الجدد - ومعظمهم من الصينيين العرقيين - ينجذبون بشكل خاص إلى المسيحية الكاريزمية». ويشير التقرير إلى دراسة الباحثة جولييت كونينغ وهايدي داهلس من الجامعة الحرة بأمستردام حيث وفقاً لهم «هناك توسعاً سريعاً للمسيحية الكاريزمية منذ الثمانينات فصاعداً. ويقال إن سنغافورة والصين وهونغ كونغ وتايوان وإندونيسيا وماليزيا لديها أسرع المجتمعات المسيحية نمواً، وأن غالبية المؤمنين الجدد هم صاعدون متحركون، وحضريون، وشباب من الطبقة المتوسطة». وذكرت صحيفة «إيرث تايمز» في عام 2008 «إن المسيحية تجتذب بشكل متزايد أتباع الديانة الصينية والطاوية، حيث وجد المسيحيون المتحولون من الشباب أسراً موسعاً في الكنيسة وموسيقى راقية وفرصاً للتواصل الاجتماعي»، وذكرت وكالة الأنباء الفرنسية في عام 2009 أنه «شهدت سنغافورة طفرة في السنوات الأخيرة في الحركات المسيحية الولادة من جديد»، وتنمو المسيحية بين الشريحة السكانية الثرية والمتعلمة حيث تصل نسبة المسيحيين بين الحاصلين على شهادة جامعية إلى حوالي 32.2%. وازدادت نسبة المسيحيين بين الصينيين في سنغافورة من 16.5% في عام 2000 إلى 20.9% في عام 2015. وكان معظم المتحولين إلى المسيحية من الشباب، والمتعلمون جيداً والعاملين في وظائف آمنة ومهنية. وإنضم معظم المتحولين إلى الكنائس البروتستانتية الإنجيلية الناطقة في اللغة الإنجليزية.
أنشأ الهنود ضمن المجتمعات الإسلامية والمسيحية على نطاق أوسع أماكن عبادة خاصة بهم، حيث تُجرى الخطب والخدمات والصلاة باللغات الهندية. واحتفظت بعض العائلات المسيحية التاميلية بأسماء هندية (كأسماء شخصيَّة أو أسماء العائلة) عمومًا بجانب أو بدلاً من الأسماء الغربية أو المسيحية. تضم البلاد حوالي 1,600 مسيحي من عرقية الملايو ومعظمهم من خلفية مسلمة. ومع ذلك، فقد عارضت الحكومة بشدة نشر الكتاب المقدس المسيحي بين شعب الملايو، عارضت بشدة محاولات المبشرين لتحويل الملايو إلى المسيحية، وقد تم اتباع هذه السياسة حتى لا تتسبب في توترات عنصرية ودينية في المجتمع الذي تقطنه أغلبية مسلمة، وبسبب الهوية الإسلامية الملاوية. وهناك طائفة مسيحية بين الباتاقيين، والذين قدموا إلى سنغافورة لمواصلة تعليمهم في المدارس الخاصة والمسيحية. وبعد تلقي تعليمهم في سنغافورة، كان الباتاقيين يعودون إلى وطنهم في إندونيسيا. ويجلب من يتزوج منهم زوجاتهم إلى سنغافورة للعمل كعمال الياقات البيضاء.

## الطوائف المسيحية

### البروتستانتية

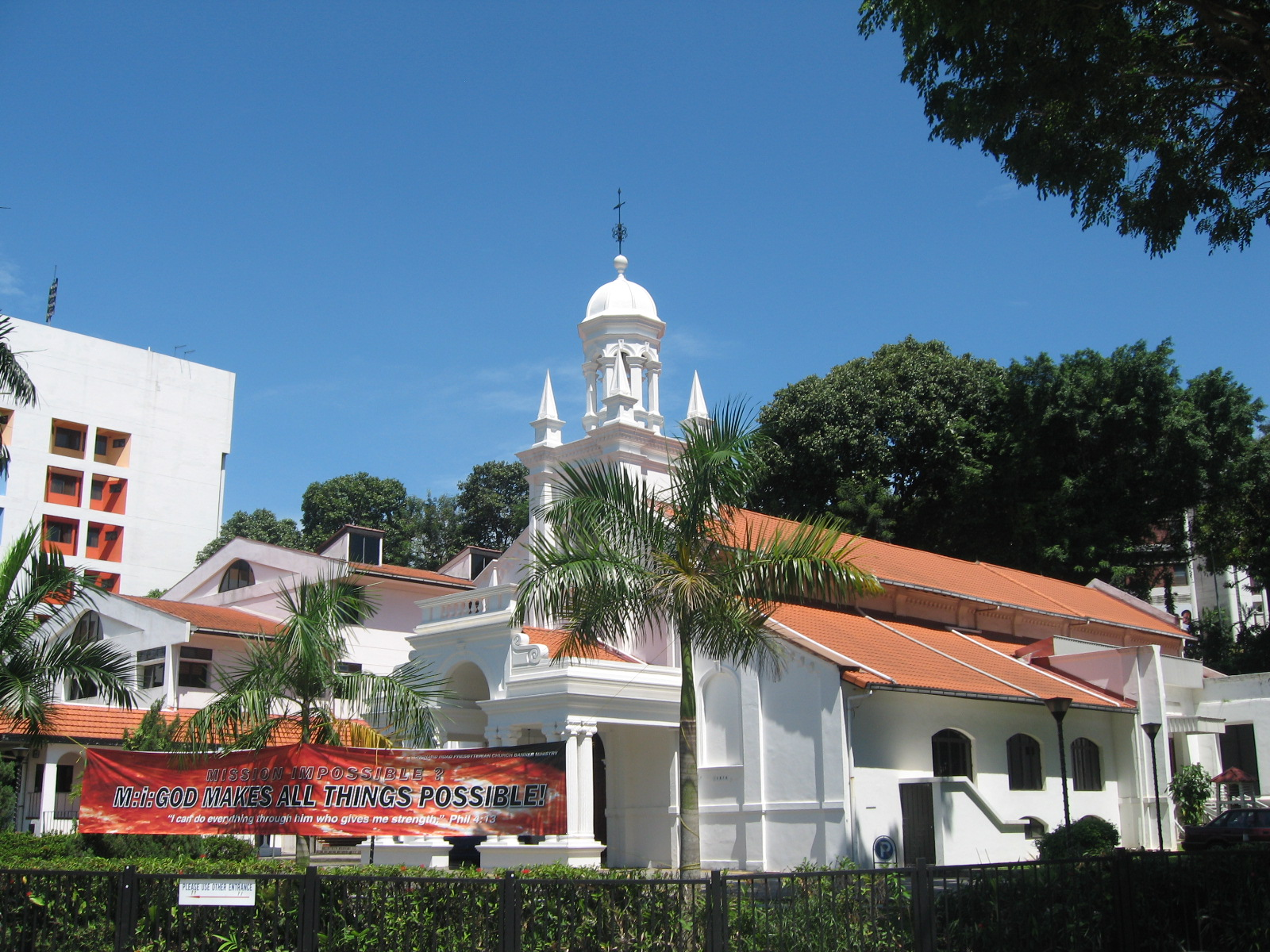
كنيسة طريق البستان المشيخية.

وفقاً لتعداد السكان عام 2015 يُشكل البروتستانت حوالي 12% من سكان سنغافورة أو حوالي ثلثي المسيحيين في البلاد، وتنضوي غالبيَّة الكنائس البروتستانتية تحت مظلة المجلس الوطني للكنائس في سنغافورة. وتنتمي الطوائف البروتستانتيَّة إلى مختلف تقاليد الكنائس البروتستانتية وتشمل هذه الكنائس الكنيسة الانجليكانية، والانجيلية، والأخوة بليموث، واللوثرية، والميثودية والكنائس المشيخية. وتملك الكنائس البروتستانتية شبكة واسعة من المؤسسات من المدارس والكليّات والمستشفيات وملاجئ الأيتام وبيوت المسنين والمعاقين في سنغافورة. وتلعب الكنائس البروتستانتيَّة دورًا ثقافيًا وسياسيًا هامًا في البلاد، حيث تنتمي العديد من العائلات السياسيّة العريقة في البلاد للمذهب البروتستانتي.
يُعد مذهب الأنجليكانية من أكبر المذاهب البروتستانتية في البلاد، ويعود حضور الكنيسة إلى عام 1881، مع بناء كاتدرائية القديس أندراوس لتصبح أبرشية سنغافورة الأنجليكانية لاحقًا، وفي عام 1909 أصبحت سنغافورة أبرشية منفصلة، مع تنصيب المطران تشارلز ج. فيرغسون دافي كأول مطران للأبرشية. وفي 6 فبراير من عام 1960، اندمجت مع أبرشية أخرى لتشكيل أبرشية سنغافورة ومالايا. في 8 أبريل من عام 1970، تم حل الأبرشية وتقسيمها إلى أبرشية سنغافورة وأبرشية غرب ماليزيا. وتضم الكنيسة الأنجليكانيَّة حوالي ستة وعشرين أبرشية داخل سنغافورة.
وتملك الكنيسة الميثودية في سنغافورة حوالي ستة وأربعين جماعة محلية، وتدير ستة عشرة مدرسة. ومنذ عقد 1970 أصبحت للكنائس الخمسينية تأثير أكبر بين سكان البلاد، وتجذب هذه الكنائس العديد من السكان المحليين القادمين من خلفيات دينية مغايرة. بحسب التعداد السكاني تعد البروتستانتية من المذاهب الناميَّة في سنغافورة إذ ارتفعت نسبة البروتستانت من 9.8% سنة 2000 إلى 12.0% سنة 2015. ويعتبر المجتمع البروتستانتي المحلي مهني ومتعلم، حيث وفقاً لتعداد السكان عام 2010 يحمل 40% من البروتستانت في البلاد شهادات جامعيَّة.

### الكاثوليكية

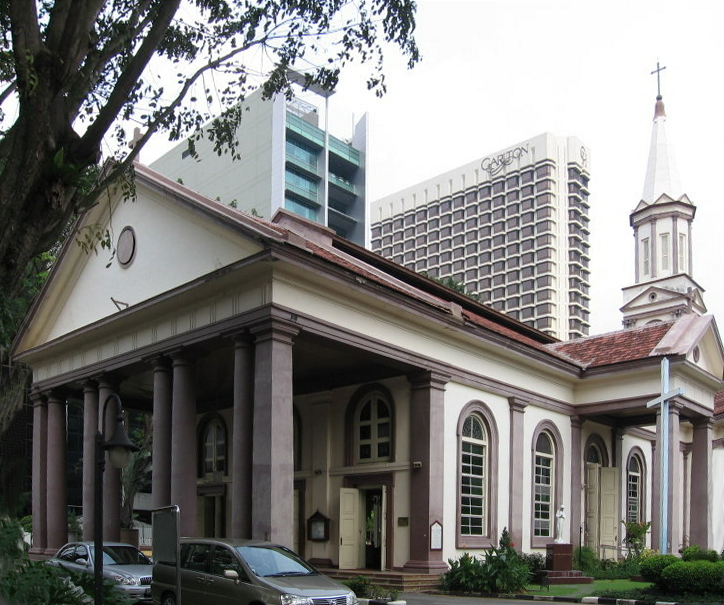
كنيسة الراعي الصالح الكاثوليكية.

وفقاً لتعداد السكان عام 2015 يُشكل الكاثوليك حوالي 6.7% من مجمل سكان سنغافورة أو حوالي ثلث المسيحيين في البلاد، وتتكون الجماعة الكاثوليكية عمومًا من الصينيين، والأوروآسيويين والفلبينيين والهنود. هناك واحد وثلاثين أبرشية رومانية الكاثوليكية في سنغافورة. هناك تجمعات أيضًا من الموارنة وأتباع الكنيسة الأوكرانية الكاثوليكية في الجزيرة. يرأس الكنيسة الكاثوليكية في البلاد المطران نيكولاس شيا والذي يرأسها في كاتدرائية الراعي الصالح. يحتفل بالقداس الإلهي في سنغافورة في اللغات العامية عديدة، بما في ذلك الإنجليزية، والمانداريَّة، والهوكين، والتاميلية، والمالايالامية، والمالطية والكورية ونادرًا ما تُستخدم لغة الملايو. وتشارك بنشاط مختلف الأبرشيات الرومانية الكاثوليكية في سنغافورة في الخدمات الاجتماعية مثل دور الرعاية، والمدارس والجامعات، والمستشفيات، والفنادق، وفتح مطابخ الحساء وكذلك الرحلات التبشيريه إلى دول آخرى مثل اندونيسيا والفلبين. هناك أيضًا النقابة الطبية الكاثوليكية، وغيرها من الجماعات الكاثوليكية. تم إنشاء حاليًا مؤسسة (NCC) من أجل تنظيم وجمع المجتمعات الكاثوليكية داخل أحيائهم.
تاريخيًا انقسمت المجتمعات الكاثوليكية في سنغافورة على أسس اثنيَّة وتمحورت معظم كنائسهم في شارع الملكة؛ في السنوات الأولى من الحقبة الإستعمارية كان معظم أبناء المجتمع الكاثوليكي من الأورو-آسيويين وقد تعبدوا في كنيسة البعثة البرتغالية بالإضافة إلى امتلاكهم لمدرستين، حين كانت كنيسة القديس يوسف الواقعة على طول شارع فيكتوريا القاعدة الثقافيَّة للبرتغاليين الأورو-أسيويين (شعب كريستانغ). في حين تعبد السكان من ذوي الأصول الأوروبيّّة في كاتدرائية الراعي الصالح، وتعبَّد التاميليين الكاثوليك في كنيسة سيدة لورد على شارع أوفير. تعبد الكاثوليك الصينيين في كنيسة القديس بطرس بولس وكنيسة القلب المقدس، في حين تعبّد البيراناكان (خليط من الصينيين والمالايو) في كنيسة العائلة المقدسة في كاتونج. وسبَّب التحول إلى المذهب الروماني الكاثوليكي بين المجتمع الصيني في القرن التاسع عشر حالة من الازدراء بين المجتمعات الصينية المُهاجرة في سنغافورة.

### الأرثوذكسية الشرقية والمشرقية

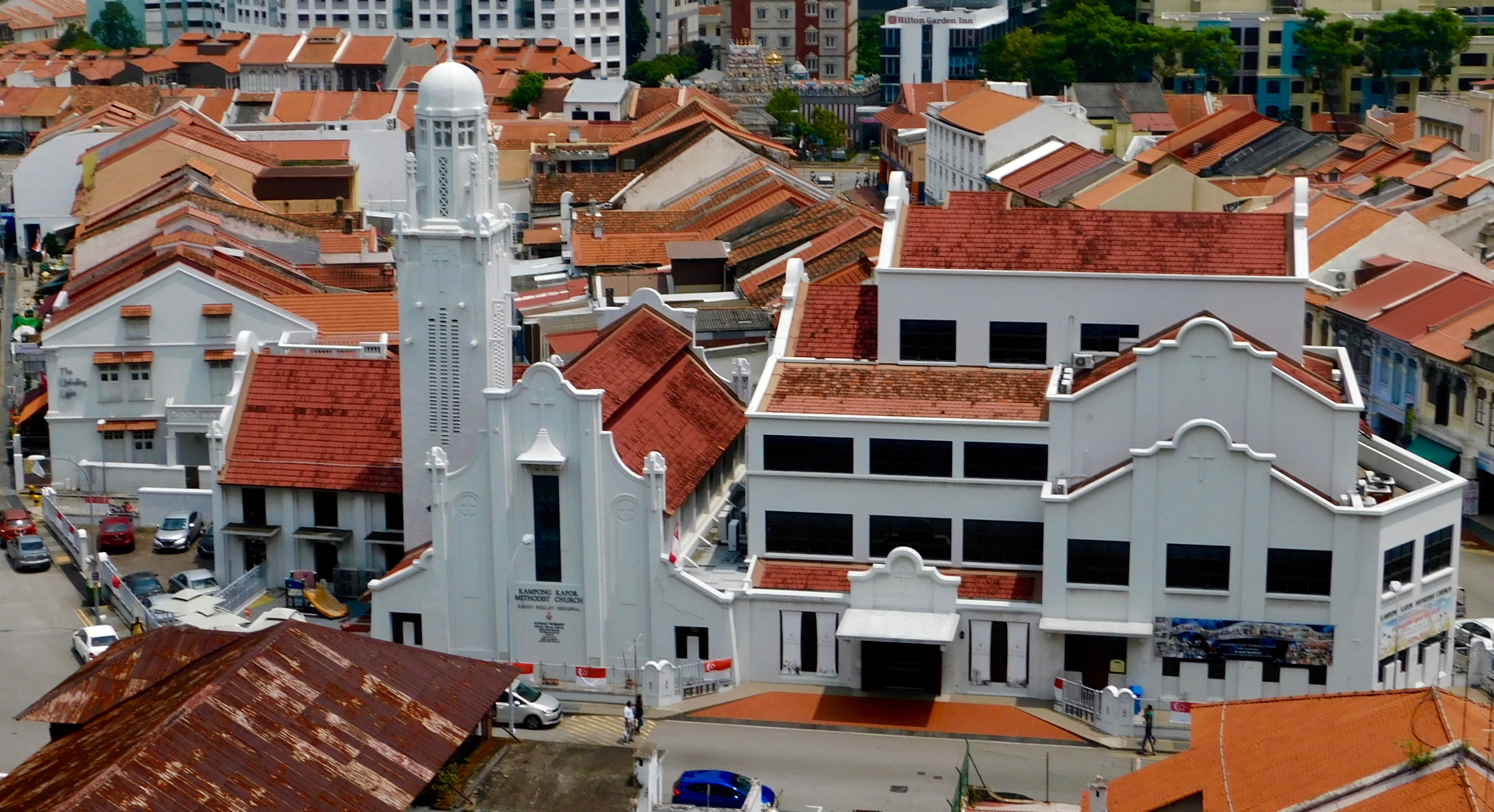
كنيسة مسيحية في الحي الهندي في سنغافورة.

الكنائس المسيحية الأخرى في سنغافورة تشمل كنيسة الأرمن الأرثوذكس والتي تملك أقدم كنيسة في سنغافورة، والكنيسة القبطية الأرثوذكسية والكنيسة السريانية الأرثوذكسية، تتكون الجماعة الأرثوذكسية الشرقية من الأرمن والأقباط واليونانيين والهنود والروس، تشكل أقلية صغيرة من عدد السكان المسيحيين المحليين. تعتبر الكنيسة الأرمنية في سنغافورة أقدم كنيسة وتعود لعام 1836 وهي أول بناء تم تزويده بالكهرباء في المدينة، وعلى الرغم من صغر عددها كان الأرمن المسيحيين نشطين في النشاط التجاري لسنغافورة في وقت مبكر. وتشهد البلاد تزايد في أعداد أتباع الكنائس الأرثوذكسية الشرقية والمشرقيَّة، والتي تتألف من اليونانيين والروس والأوكرانيين والهنود، وتشكل أقلية صغيرة بين السكان المسيحيين المحليين. في عام 2008 تم تأسس المتروبوليتات الأرثوذكسية في سنغافورة وجنوب آسيا والتي تم إنشاؤها بقرار من المجمع المقدس لبطريركية القسطنطينية المسكونية.

### طوائف مسيحية لاثالوثية
في عام 1972 قامت حكومة سنغافورة بسحب وحظر أنشطة شهود يهوه اللاثالوثية في سنغافورة على أساس أن أعضائها يرفضون أداء الخدمة العسكرية (وهو إلزامي لجميع المواطنين الذُكور)، أو تحية العلم، أو يمين الولاء للدولة. وقامت سنغافورة بحظر جميع المواد المكتوبة التي تنشرها الرابطة الدولية لطلاب الكتاب المقدس وجمعية برج المراقبة للكتاب، وكلاهما مؤسسات أدبية لشهود يهوه. ويُمكن تغريم الشخص الذي يمتلك منشورًا محظورًا ما يصل إلى 1,500 دولار (2,000 دولار سنغافوري) والسجن لمدة تصل إلى 12 شهرًا في حال رفضه أداء الخدمة العسكرية. هناك العديد من التجمعات المسيحيَّة اللاثالوثيَّة الأخرى في سنغافورة، مثل كنيسة يسوع المسيح لقديسي الأيام الأخيرة وكنيسة يسوع الحقيقية، والتي تخضع بعضها لدرجات متفاوتة من التقييد.

## الأوضاع الاجتماعية

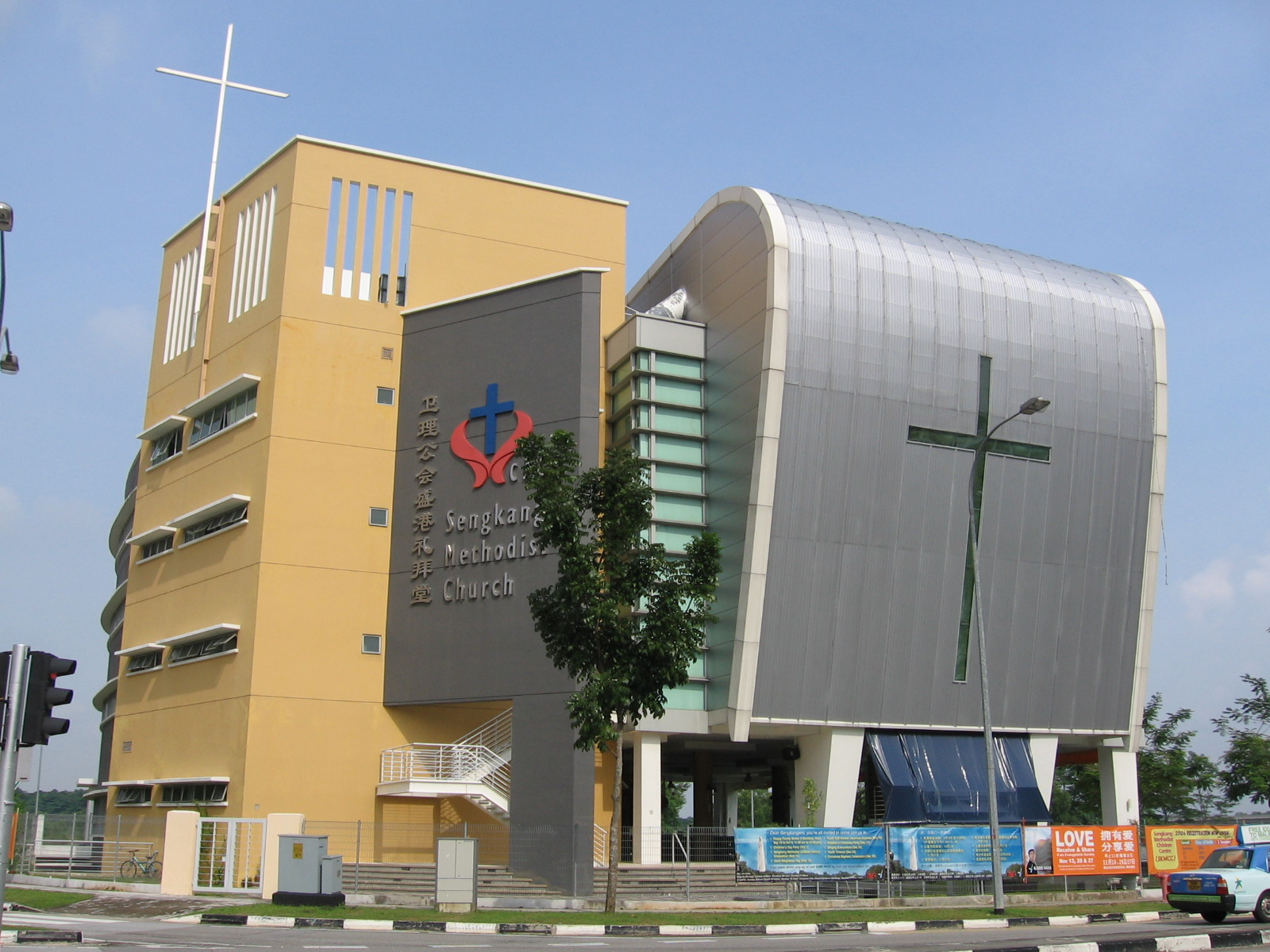
كنيسة سينجكانج الميثودية في وسط المدينة؛ ترتبط صورة المسيحية في سنغافورة بالإمتياز والثروة والكوسموبوليتية.

وفقاً للبروفيسور إدي كو والبروفيسور تونغ تشي كيونغ من جامعة سنغافورة الوطنية للمسيحيَّة تأثير اجتماعي سياسي قوي في سنغافورة، إذ اكتسبت المسيحية قوة وزيادة في أعداد ونسبة الأتباع منذ عقد 1920. ويشير إدي كو نه وتونغ تشي كيونغ أن المسيحية «ديانة مرتبطة بدين يتمتع بمكانة اجتماعية واقتصادية عالية، وأنها ديانة لها تأثير اجتماعي وسياسي كبير لا يتناسب مع عددها». وقال الباحثين إنه نظرًا لأنه يُنظر إلى المسيحية على أنها «دين الحداثة والعظمة»، فيجب عليها «الاستمرار في جذب المتحولين، خاصةً بين الشباب والأكثر تعليماً». وأصدروا عام 1995 تقريرًا مؤلفًا من 74 صفحة حول الدين في سنغافورة استنادًا إلى بيانات من تعداد السكان لعام 1990، ووجدوا أنَّ حوالي 88% من مجمل المسيحيين السنغافوريين من الصينيين وحوالي 6.7% من الهنود وحوالي 0.2% من الملايو، ووجدوا أن المسيحيين أو الأشخاص الذين ليس لديهم دين يميلون إلى التمتع بوضع اجتماعي واقتصادي أفضل من حيث التعليم والدخل والمهنة بالمقارنة مع البوذيين والمُسلمين والهندوس. وبحسب التقرير من بين الحاصلين على شهادات جامعية أو مؤهلات أكاديميَّة أعلى، قال 39.4% أنهم مسيحيون وقال حوالي 31.1% أنهم ليس لديهم دين، وكان حوالي 60% من المسيحيين الجامعيين من المتحولين إلى المسيحية. وأشار التقرير إلى أن السنغافوريين الأكثر تعليماً، وخاصةً الصينيين، يميلون إلى التخلي عن المعتقدات التقليدية التي تربوا عليها ويصبحون مسيحيين أو «غير متدينين». وقد لوحظت نفس الأنماط بين الطلاب الذين شملهم المسح، مع وجود المزيد من المسيحيين أو أولئك الذين ليس لديهم دين في الكليات الإعدادية ومؤسسات التعليم العالي. وإجمالاً، قال 31.2% الطلاب الجامعيين الذين شملهم الاستطلاع أنهم مسيحيون وادعى 28.5% أنهم لادينيين. أشار التقرير إلى أن التعليم كان عاملاً مساهماً في التخلي عن المعتقدات التقليدية، وخاصةً الطاوية، والتي كان يُنظر إليها عمومًا على أنها خرافية وعتيقة. ووجد التقرير أن المزيد من المسيحيين و«اللادينيين» يعيشون في الممتلكات الخاصة الأكثر تكلفة والوحدات السكنية وشقق مجالس الإسكان الحكومية الراقية.
في المقابل، كان هناك عدد أكبر من الطاويين الذين يعيشون في وحدات سكنية أصغر حجماً، في حين أن البوذيين كانوا أكثر انتشارًا في جميع أنواع المساكن المختلفة. وأشار التقرير نفسه إلى أن الإسلام والهندوسية تمكنوا من مقاومة ضغوط التحديث ولم يجدوا دليلاً على تخلي أعداد كبيرة من المسلمين والهندوس عن تقاليدهم، على الرغم من انخفاض نسبة الإسلام على مدار السنين، بينما بقيت نسبة الهندوس ثابتة.

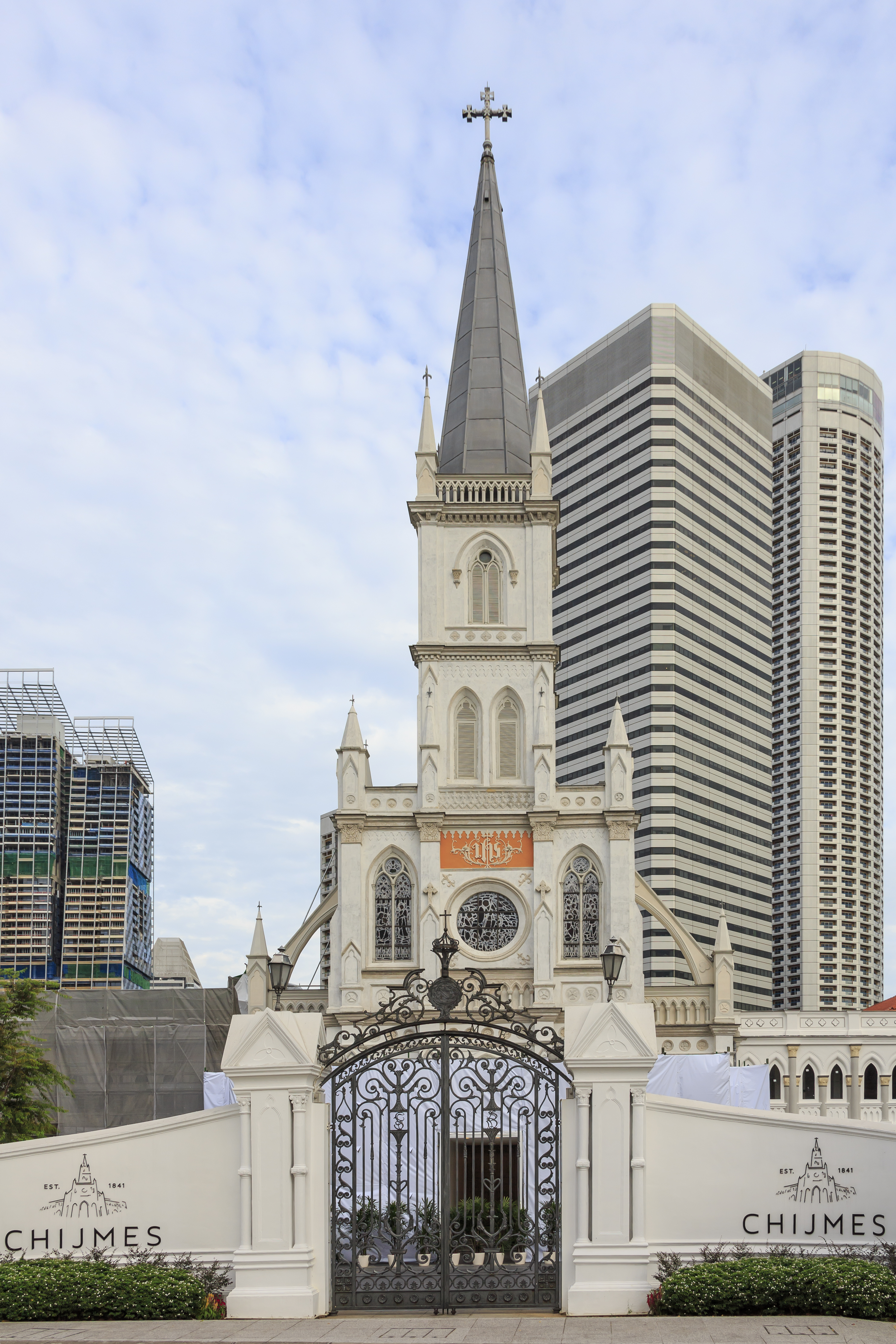
دير الطفل يسوع في شارع فيكتوريا.

بحسب الباحث روبي ب. غوه للمسيحية في سنغافورة خصوصية مميزة، بسبب مزيج من الخصائص الجغرافية الثقافية، والارتباط التاريخي والهيكلي مع الحداثة الأوروبية، والكوسموبوليتية، والثروة والفصل عن التقليدية الثقافية الدينية. وفقاً للباحث تشي كيونغ تونغ يميل المسيحيون في سنغافورة إلى أن يكونوا أصغر سناً وأكثر تعليماً ويتمتعون بوضع اجتماعي واقتصادي عالي. وبحسب الباحث دانيال غوه من جامعة سنغافورة الوطنية تتكون المسيحية البروتستانتيَّة في سنغافورة اليوم إلى حد كبير من الأشخاص «الأفضل تعليماً، وذات الامتياز الإجتماعيّ والإقتصادي، ومن خلفيَّة ناطقة بالإنجليزية»، كما وساهم المسيحيون وشاركوا في إعادة التعمير والعولمة في سنغافورة، ويشير الباحث دانيال غوه إلى أنَّ الهوية المسيحية في هونغ كونغ وأوضاعها الإجتماعية والإقتصادية تتشابه مع تلك في سنغافورة. وفقاً للباحث مايكل ناي تشيو بون يتخطى التأثير الإجتماعي للمسيحية في البلاد أعدادها، خاصةً في مجال التعليم، مما أعطى المسيحية هوية الطبقة الوسطى. ويتزايد التحول إلى المسيحية خاصةً بين الصينيين السنغافوريين.
وفقاً للباحث روبي ب. غوه ترتبط صورة المسيحية في سنغافورة بالكوسموبوليتية، والتي من خصائصها ارتفاع نسبة استخدام اللغة الإنجليزية، وارتفاع معدل التعليم الجامعي، والإقامة في الممتلكات الخاصة باهظة الثمن نسبيًا، وحضور النخبة بينها بشكل غير متناسب مع نسبتها السكانيَّة. ويشير الباحث روبي ب. غوه أنه على الرغم من أنَّه ليس كل المسيحيين في سنغافورة حاصلين على شهادة جامعية أو يعيشون في مساكن خاصة أو متواجدون في أعلى مستوايات السلم الإجتماعي والإقتصادي، الأ أنَّ الصورة النمطية عن المسيحيين في سنغافورة تصورهم كأثرياء ومتعلمين. يعود ذلك إلى كون المسيحية هي الدين الرئيسي بين قطاعات السكان الناطقين باللغة الإنجليزية، والحاصلين على شهادة جامعية، والأثرياء، بحسب الإحصائيات الرسميَّة.
وتحتل المسيحية في الوعي العام في سنغافورة موقعًا مشابهًا للكوسموبوليتية في منطق ثنائي (المسيحية مقابل الديانات التقليدية؛ الكوموبوليتانية مقابل النظرة غير العالميَّة؛ النجاح مقابل الكفاح) والتي أصبحت تُهيمن بشكل متزايد على الوعي الاجتماعي والخطاب السياسي والعام. على سبيل المثال صورت رواية وفيلم أغنياء آسيويون مجانين عائلة يونغ فاحشة الثراء كعائلة مسيحية ميثودية ورعة، حيث ترتبط صورة المسيحية في البلاد بالإمتياز والسلطة. كما وترتبط صورة المسيحية بالحداثة (بما في ذلك التعليم الناطق باللغة الإنجليزية، والثقافة العالمية، والرأسمالية العالميَّة).
وفقًا لدراسة قامت بها مركز بيو للأبحاث عام 2016 تحت اسم الدين والتعليم حول العالم يتصدر مسيحيي سنغافورة المرتبة الأولى كأكثر المجتمعات المسيحيَّة تعليمًا حيث أن حوالي 67% من المسيحيين في سنغافورة من الحاصلين على تعليم عال ومن حملة الشهادات الجامعيَّة. وبحسب معطيات التعداد السكاني بين السنوات 2010 و2010 كانت المسيحيَّة أكبر مجموعة دينيَّة بين خريجي الجامعات في البلاد، حيث شكَّل المسيحيين حوالي 32.2% بين حملة الشهادات الجامعيَّة في سنغافورة، على الرغم من أنهم يُشّكلون 18.8% من مجمل السكان. ويعد الأخوان روبرت وفيليب نج ثاني أثرى أثرياء سنغافورة وفقاً لمجلة فوربس عام 2020، ووفقاً لمجلة فوربس الإخوة نج هم مسيحيون أتقياء ويشيرون إلى الشرق الأقصى على أنه مشروع مسيحي. وعلى الرغم من كونهم أقلية ينشط المسيحيين سياسياُ حيث كان الرئيس السابق لسنغافورة بنيامين شيريس وتوني تان مسيحيين تابعين للكنيسة الأنجليكانية، في حين أن رئيس وزراء سنغافورة الحالي لي هسين لونغ فهو مسيحي يتبع الكنيسة الرومانية الكاثوليكية. وكان حوالي ثلث أعضاء البرلمان من المسيحيين.

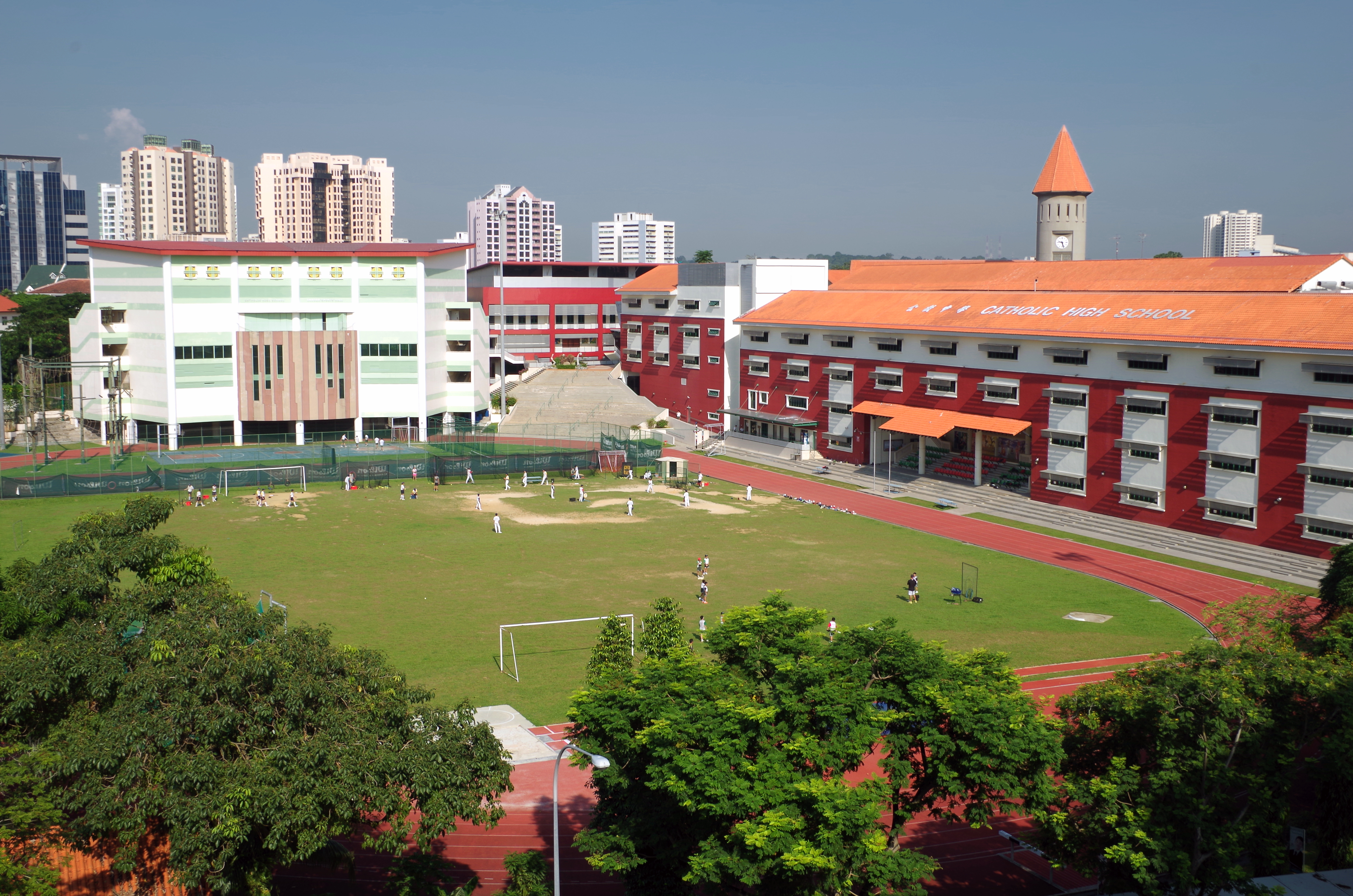
المدرسة الكاثوليكية الثانوية.

تلعب العوامل الاجتماعية والاقتصادية أيضًا دورًا في تعزيز الهويات العرقية والدينية: ترتبط المسيحية ارتباطاً وثيقاً بالأسر التي تعيش في الممتلكات الخاصة الأكثر تكلفة (على عكس الشقق الحكوميَّة) والذين حصلوا على تعليم جامعي (والذين بدورهم يُميلون إلى التحدث باللغة الإنجليزية في المنزل في الغالب). هذه العوامل الاجتماعية والاقتصادية هي أكثر أهمية بين الصينيين السنغافوريين، والذين يظهرون أكبر درجة من التباين في الممارسة الدينية. بشكل عام، يُشكل المسيحيون الصينيون مجموعة متميزة بين الصينيين السنغافوريين، ويُبدون ما يُمكن أن يسمى «بالنخبة» التي تميل إلى الإنعزال عن الصينيين الآخرين الذين يتحدثون باللهجات الصينية أو الماندراين الصينية، والذين يعيشون في شقق حكوميَّة مشتركة مع غالبية السنغافوريين (حوالي 80%)، وبالتالي يٌمارسون «الديانات الصينية التقليدية» مثل البوذية أو الطاوية إلى جانب الممارسات الصينية التقليدية مثل تبجيل الأسلاف.
جادل بعض الباحثين أسباب أنماط الانتماء الديني والوضع الطبقي، حيث وفقاً للباحث دانيال غوه من جامعة سنغافورة الوطنية شهدت الحقبة الإستعمارية وما تلاها انجذاب الشباب المتعلمين والناطقين باللغة الإنجليزية إلى الديانة المسيحية، كما وتعمل المؤسسات التعليمية المرموقة على تعزيز العلاقة بين المسيحية البروتستانتية والمكانة الاجتماعية العالية. حيث تُفّضل العائلات الثرية والمتعلمة الالتحاق بالمدارس التبشيريَّة وقضاء عطلات نهاية الأسبوع في ممارسة الأنشطة التي تقوم بها منظمات الشباب المسيحية. أولئك الذين لديهم طموحات اجتماعية ولكنهم لم يولدوا في عائلات النخبة الراسخة يسعون إلى وضع أطفالهم في هذه المؤسسات المسيحية، حتى لو لم يكونوا هم أنفسهم مسيحيين؛ حيث تعتبر المسيحيَّة طريقة للحراك الإجتماعي. وفقاً لعالم الاجتماع تيرينس تشونغ تميل الكنائس الإنجيلية الصغيرة (بالإنجليزية: Megachurch)‏ إلى استهداف الطبقات المتوسطة والعاملة في المنطقة، كما توفر هذه الكنائس أيضًا «إحساسًا بالمجتمع وحساسية خاصة تجاه الاستهلاك والرأسمالية».

## ديموغرافيا

### تعداد السكان
| الديانة                            | السكان % 1980 | السكان % 1990 | السكان % 2000 | السكان % 2010 | السكان % 2015 | السكان % 2020 |
| ---------------------------------- | ------------- | ------------- | ------------- | ------------- | ------------- | ------------- |
| البوذية                            | 26.7%         | 31.1%         | 42.5%         | 33.3%         | 33.1%         | 31.1%         |
| المسيحية                           | 9.9%          | 12.5%         | 14.6%         | 18.3%         | 18.8%         | 18.9%         |
| الكاثوليكية                        | غير متوفر     | غير متوفر     | 4.8%          | 7.1%          | 6.7%          | 7.0%          |
| البروتستانتية وطوائف غير كاثوليكية | غير متوفر     | غير متوفر     | 9.8%          | 11.3%         | 12.0%         | 12.0%         |
| لادينية                            | 13.1%         | 14.3%         | 14.8%         | 17.0%         | 18.3%         | 20.0%         |
| الإسلام                            | 16.2%         | 15.4%         | 14.9%         | 14.7%         | 14.0%         | 15.6%         |
| الطاوية                            | 30.0%         | 22.4%         | 8.5%          | 10.9%         | 11.0%         | 8.8%          |
| الهندوسية                          | 3.6%          | 3.7%          | 4.0%          | 5.1%          | 5.0%          | 5.0%          |
| أديان أخرى                         | 0.5%          | 0.6%          | 0.6%          | 0.7%          | 0.6%          | 0.6%          |

### الإثنية
القائمة التالية تستعرض تعداد ونسب السكان المسجلين كمسيحيين من عمر 15 وما فوق حسب المجموعات الإثنيَّة المقيمة في البلاد؛ وفقًا للتعداد السكاني عام 2015:
| الجماعة الإثنيَّة | عدد المسيحيين | نسبة المسيحيين | نسبة المجموعة الإثنيَّة من مجمل السكان | مجمل تعداد المجموعة الإثنيَّة |
| --------------- | ------------- | -------------- | ------------------------------------ | --------------------------- |
| صينيون          | 526,280       | 20.90%         | 76.84%                               | 2,517,580                   |
| مالايو          | 1,590         | 0.41%          | 11.88%                               | 389,090                     |
| هنود            | 32,720        | 12.11%         | 8.25%                                | 270,220                     |
| آخرون           | 55,600        | 66.58%         | 3.03%                                | 99,300                      |
| مجمل            | 616,190       | 18.81%         | 100%                                 | 3,276,190                   |

### العمر
القائمة التالية تستعرض معطيات من التعداد السكاني لعام من عام 2010:
| الديانة     | 15-24 | 25-34 | 35-45 | 45-54 | 55+   |
| ----------- | ----- | ----- | ----- | ----- | ----- |
| مجمل السكان | 100%  | 100%  | 100%  | 100%  | 100%  |
| مسيحيون     | 17.7% | 18.4% | 20.3% | 18.2% | 17.3% |
| بوذيون      | 27.1% | 30.6% | 33.3% | 35.9% | 36.9% |
| طاويون      | 7.7%  | 8.7%  | 7.8%  | 11.0% | 17.0% |
| مسلمون      | 21.7% | 14.5% | 13.0% | 15.1% | 11.5% |
| هندوس       | 4.2%  | 7.4%  | 6.9%  | 4.4%  | 3.2%  |
| لادينيون    | 21.0% | 19.9% | 18.0% | 14.6% | 13.4% |

### التعليم
القائمة التالية تستعرض معطيات من التعداد السكاني لعام من عام 2010:
| الديانة     | أقل من شهادة ثانويَّة | شهادة ثانويَّة | فوق ثانويَّة (من دون تعليم عالي) | شهادة دبلوم وشهادة احترافيَّة | شهادات جامعيَّة |
| ----------- | ------------------- | ------------ | ------------------------------ | --------------------------- | ------------- |
| مجمل السكان | 100%                | 100%         | 100%                           | 100%                        | 100%          |
| مسيحيون     | 8.8%                | 15.9%        | 16.5%                          | 21.4%                       | 32.2%         |
| بوذيون      | 42.4%               | 35.4%        | 29.7%                          | 32.7%                       | 23.6%         |
| طاويون      | 19.1%               | 9.2%         | 8.1%                           | 8.6%                        | 5.3%          |
| مسلمون      | 16.1%               | 19.9%        | 23.8%                          | 11.6%                       | 4.3%          |
| هندوس       | 3.1%                | 4.1%         | 4.7%                           | 4.7%                        | 9.6%          |
| لادينيون    | 9.9%                | 14.8%        | 16.5%                          | 20.4%                       | 24.2%         |

## معرض الصور

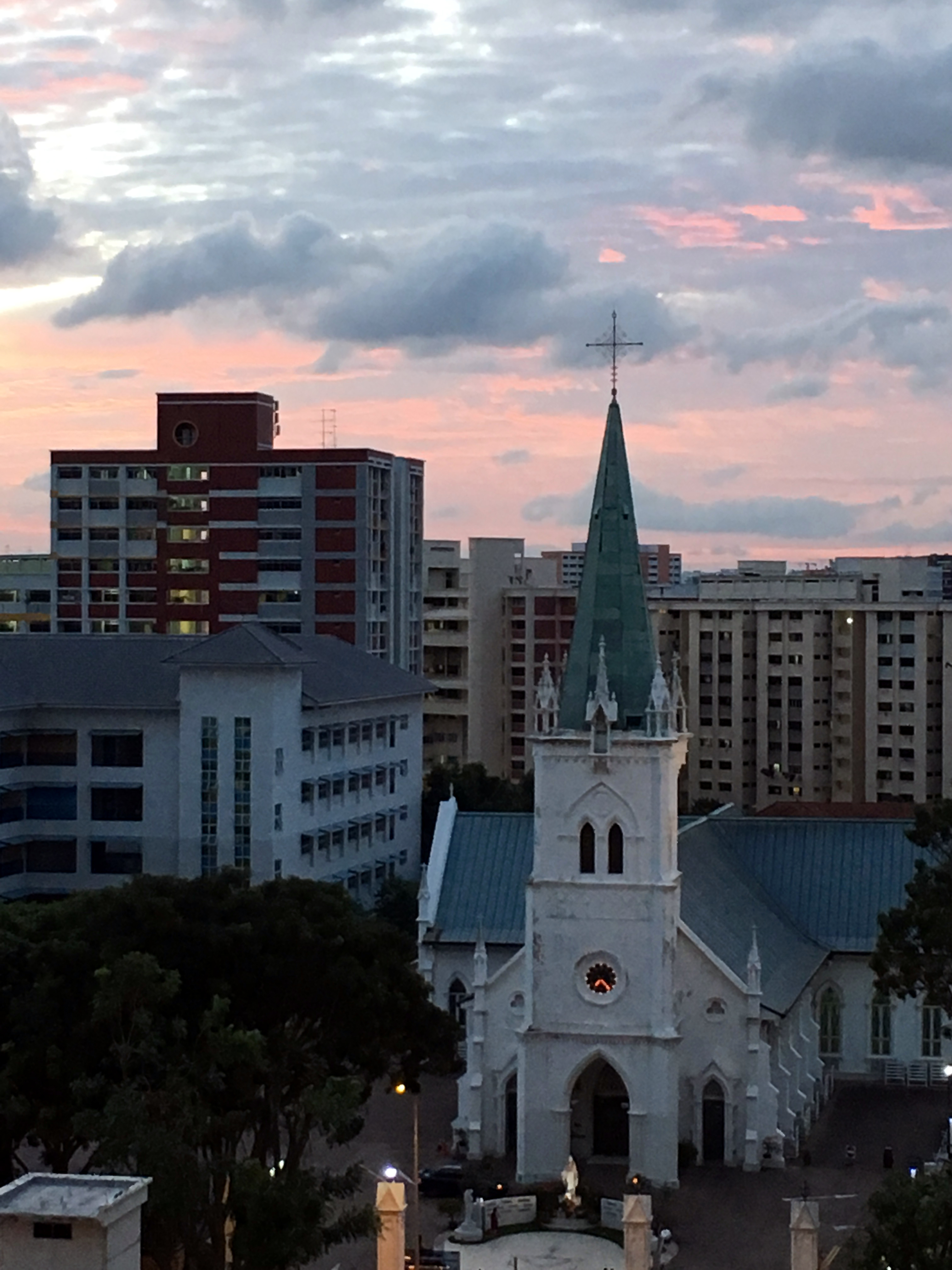
كنيسة ميلاد السيدة الكاثوليكيَّة
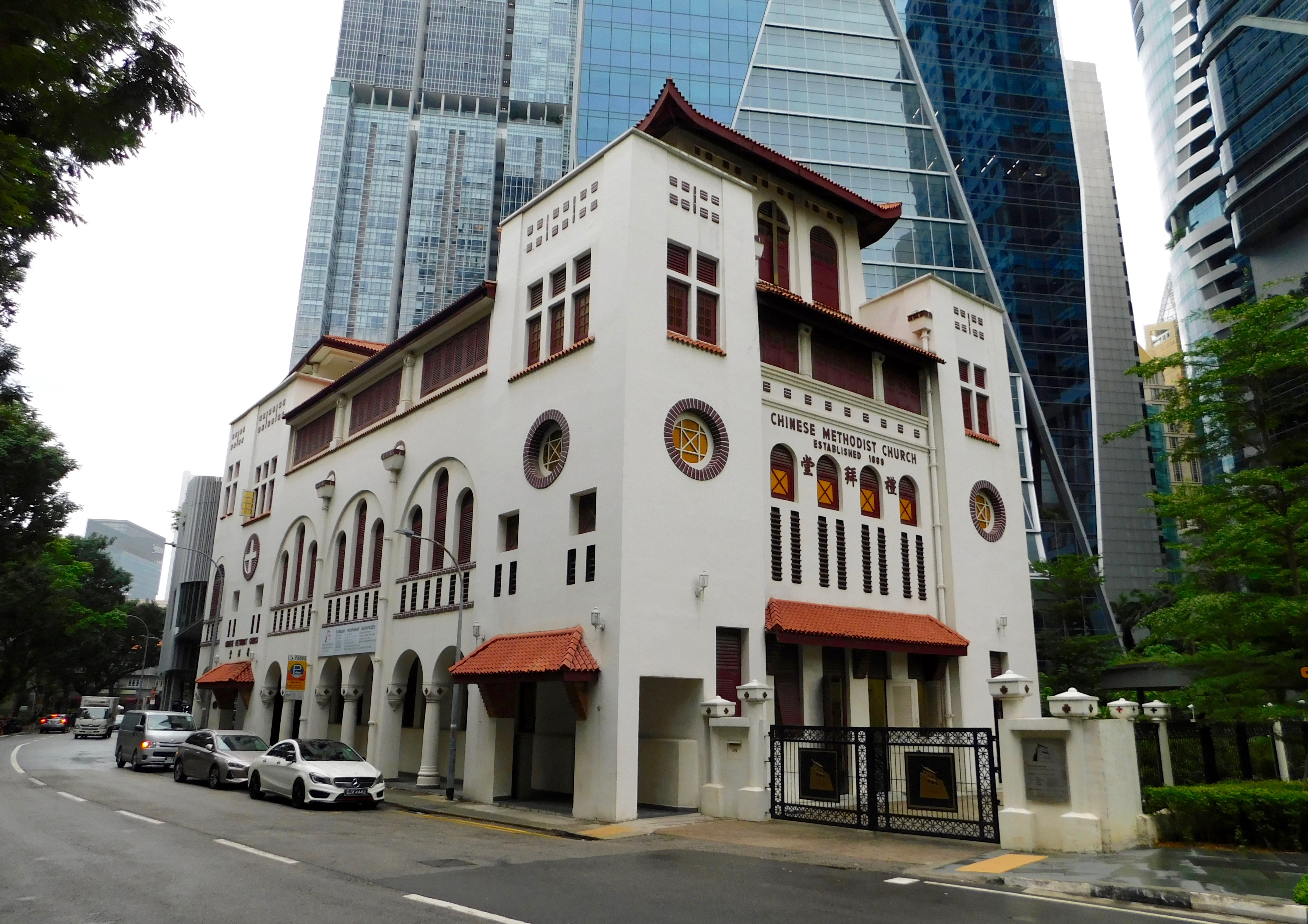
الكنيسة الميثودية الصينيَّة
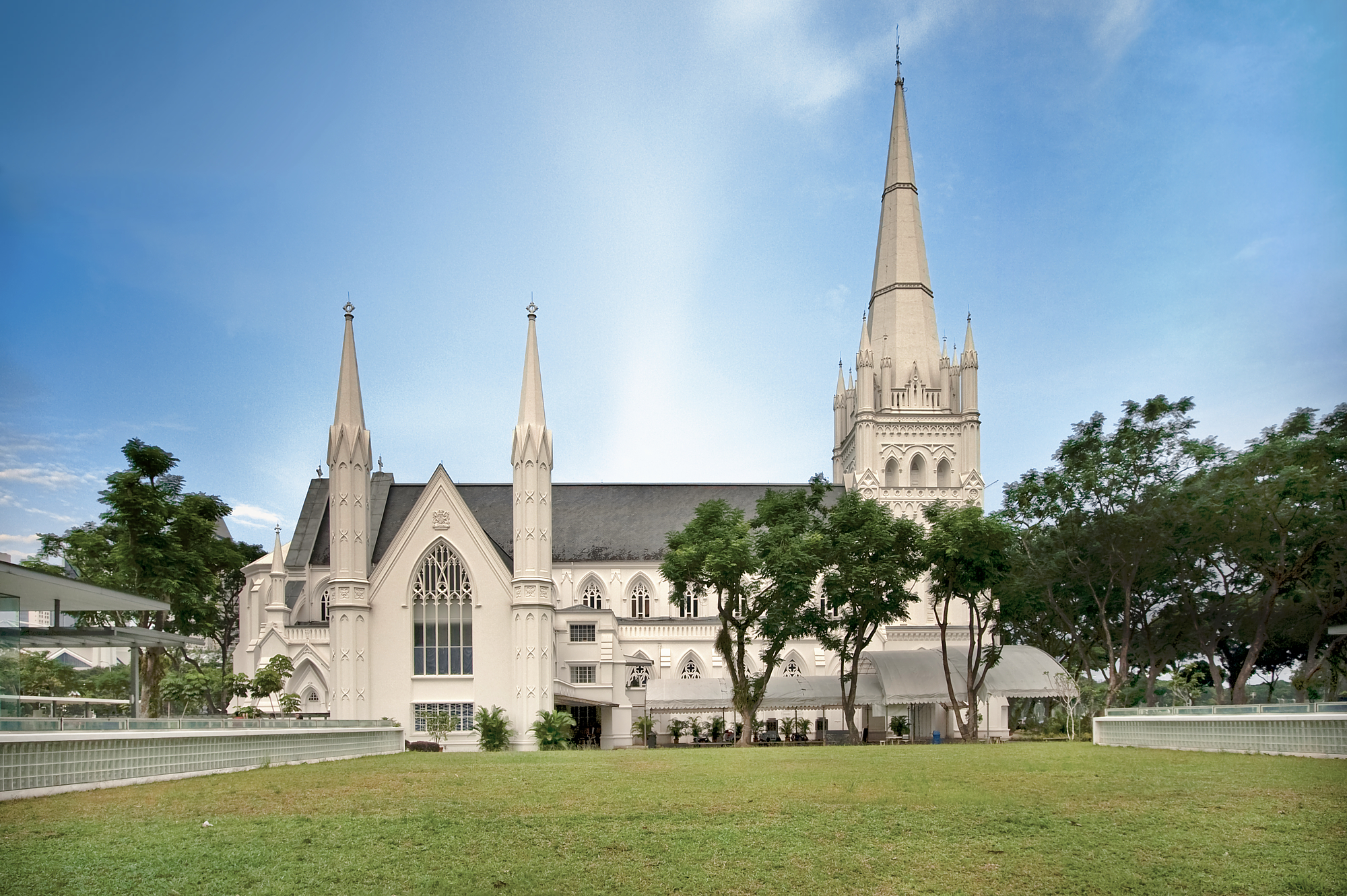
كاتدرائية القديس أندراوس الأنجليكانية
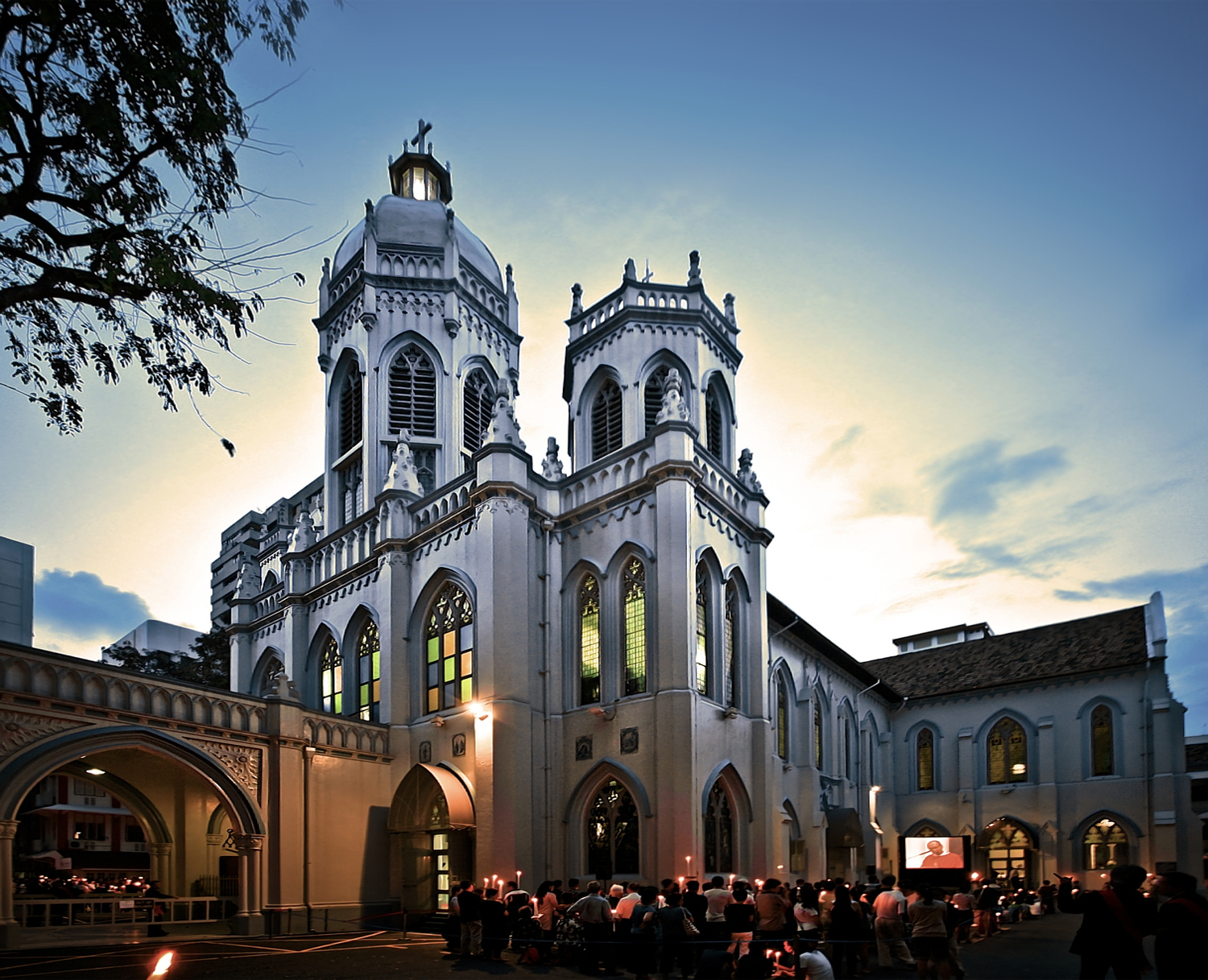
كنيسة القديس يوسف الكاثوليكيَّة
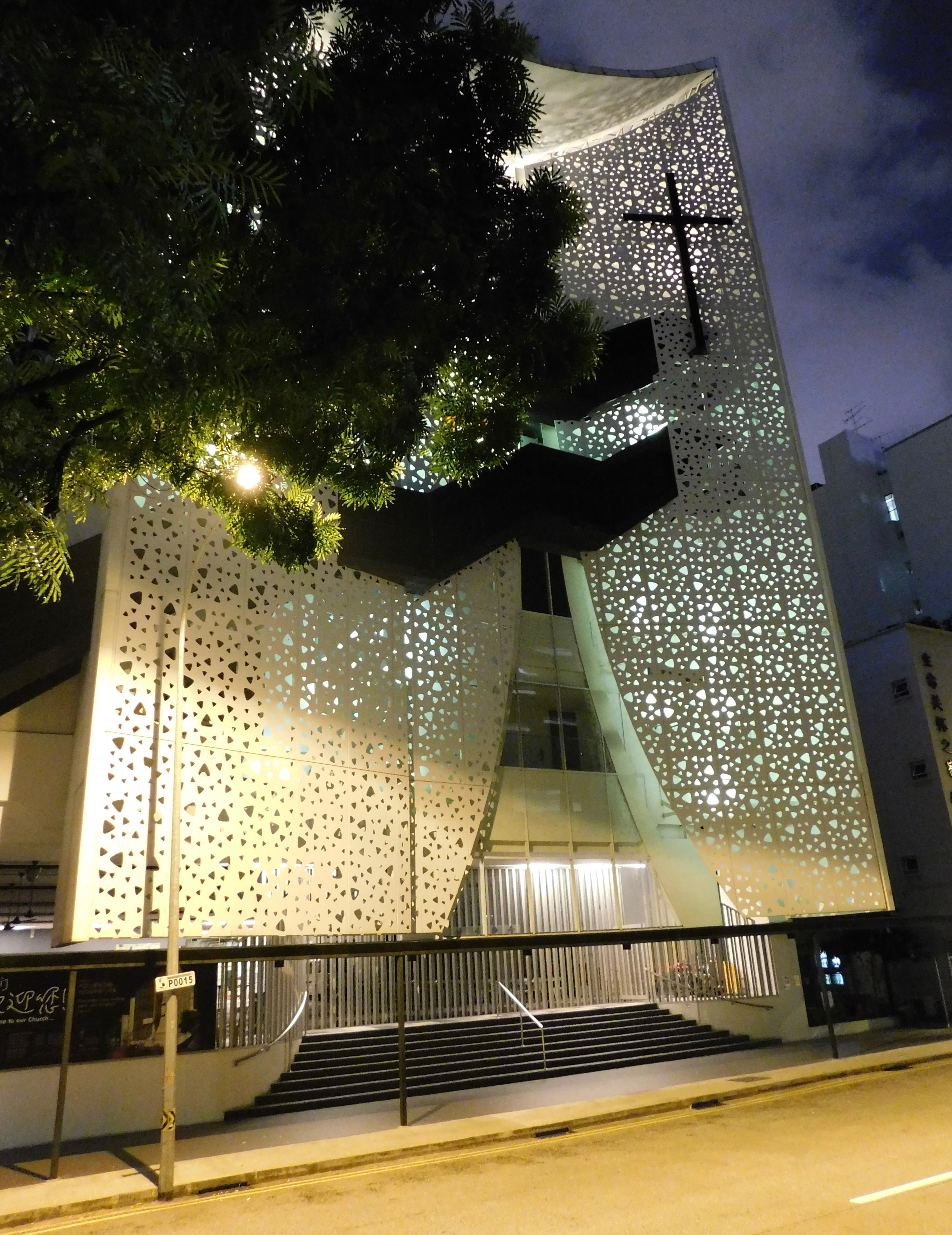
كنيسة الحياة الإنجيلية
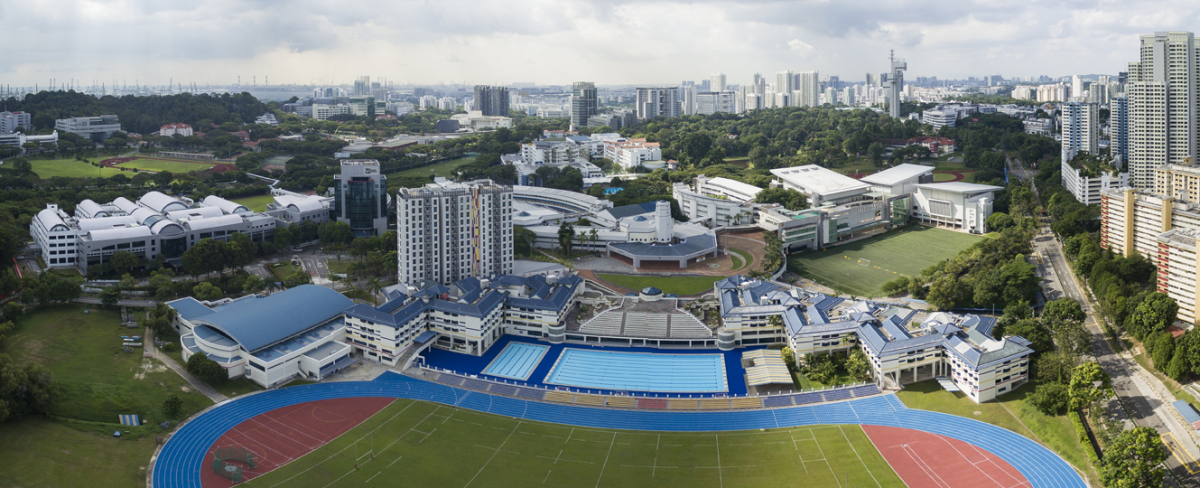
المدرسة الأنجلو-صينية الميثودية
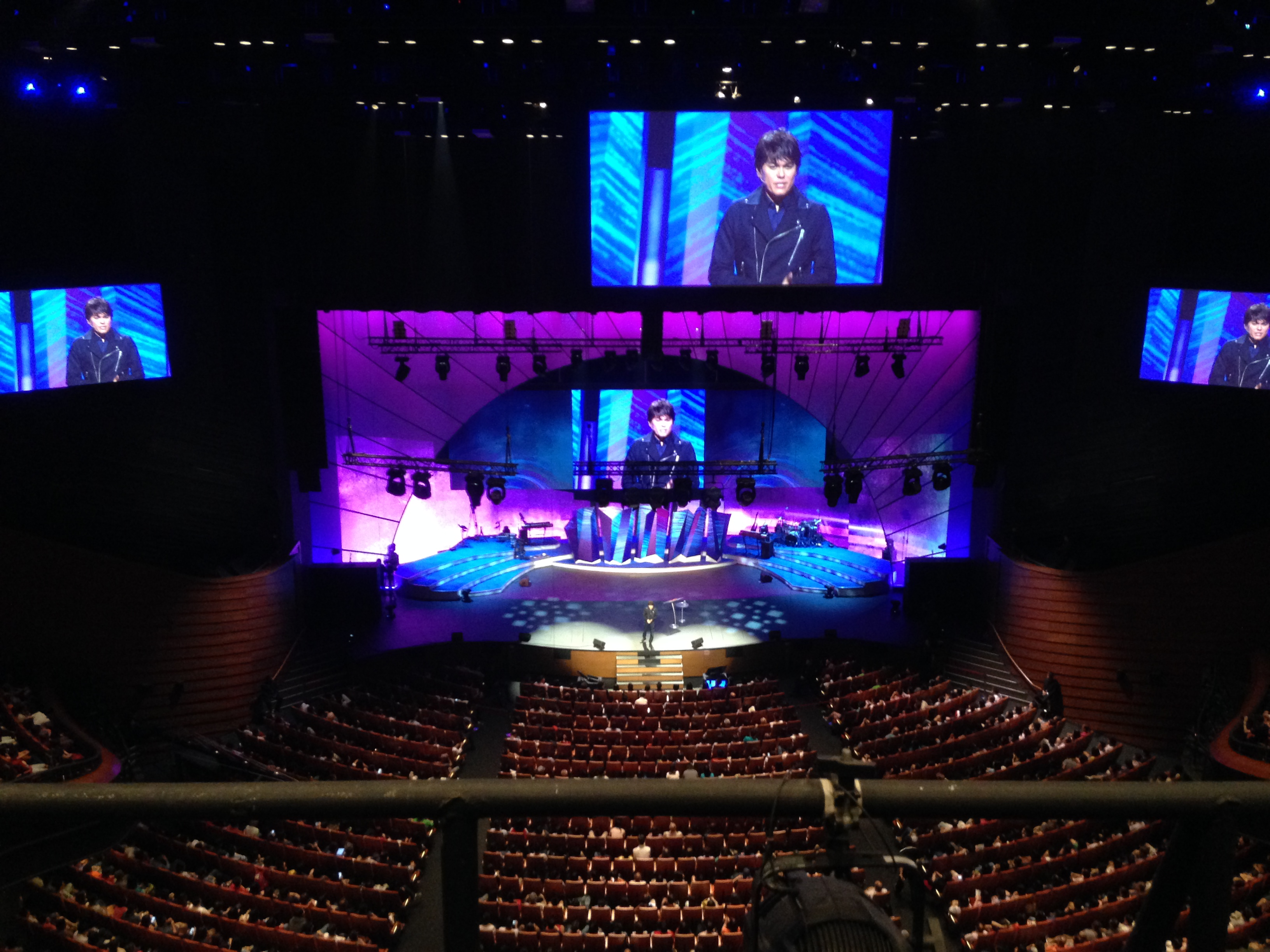
تجمع مسيحي خمسيني في سنغافورة
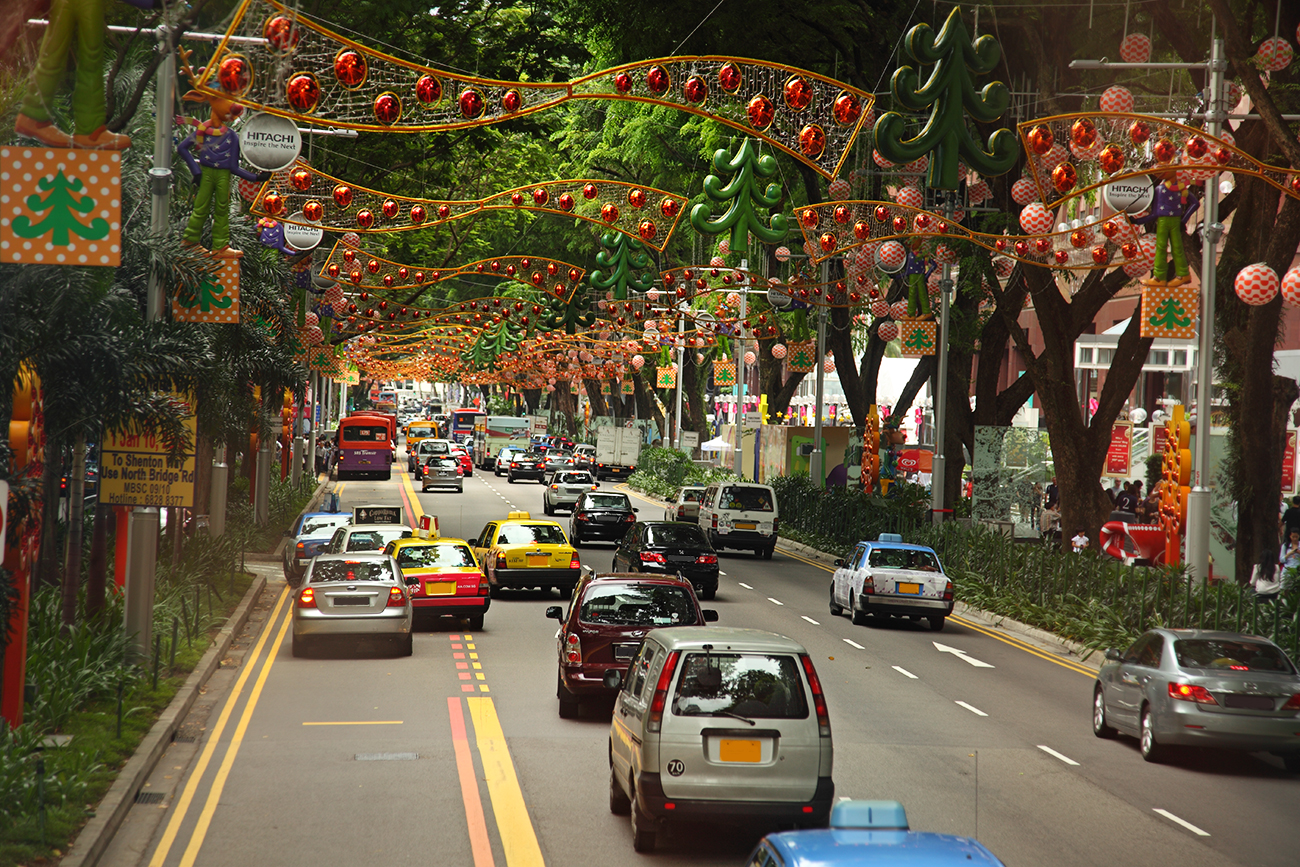
شوارع مزينة بزينة ميلادية لمناسبة عيد الميلاد في سنغافورة
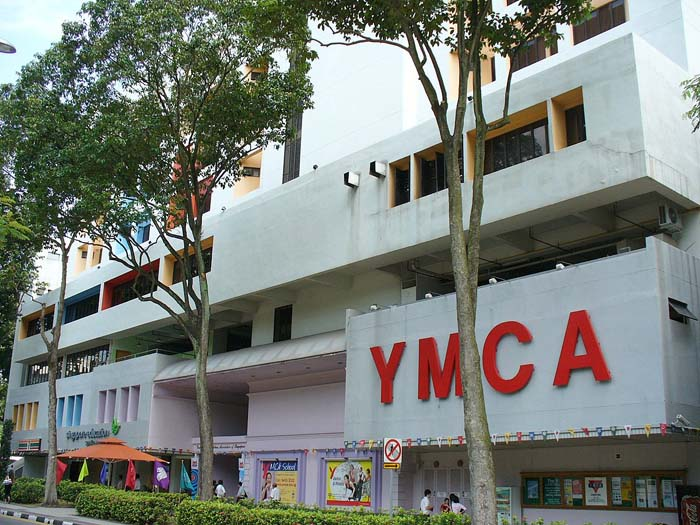
مقر جمعية الشبان المسيحيين في سنغافورة
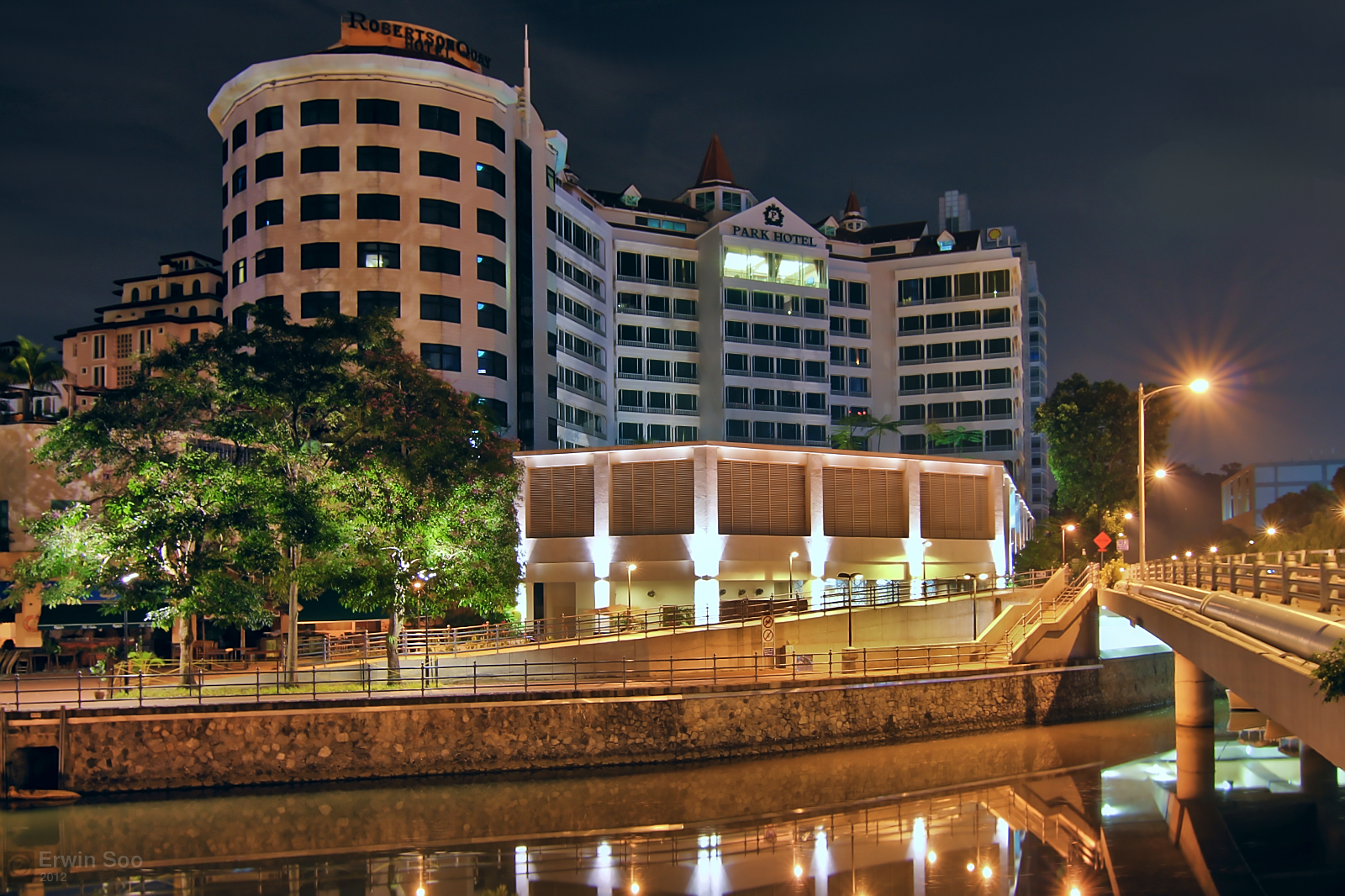
فندق تابع للكنيسة في سنغافورة

## مواقع خارجية
- Antioch.com.sg: Partial directory of non-Roman Catholic churches in Singapore
- Singapore Christian Web
- Veritas (official website of the Roman Catholic Archdiocese of Singapore): Singapore Catholic church directory
- Archdiocese of Singapore